# Bombyx mioleuca
Bombyx mioleuca är en fjärilsart som beskrevs av Edward Meyrick 1891. Bombyx mioleuca ingår i släktet Bombyx och familjen silkesspinnare. Inga underarter finns listade i Catalogue of Life.